# Point singulier d'une courbe
En géométrie, un point singulier d'une courbe est un point en lequel la courbe ne peut être paramétrée par un plongement lisse.
Les définitions plus précises du point singulier d'une courbe dépendent du type de courbe concernée.

## Courbes algébriques planes
Les courbes algébriques planes peuvent être définies comme étant un ensemble de points {\displaystyle (x,y)} qui satisfont une équation de la forme {\textstyle f(x,y)=0,} où {\displaystyle f:\mathbb {R} ^{2}\to \mathbb {R} } est une fonction polynomiale.
Supposons {\displaystyle f} est développée sous la forme :
{\displaystyle f=a_{0}+b_{0}x+b_{1}y+c_{0}x^{2}+2c_{1}xy+c_{2}y^{2}+\dots \,}
et si l'origine (0, 0) est sur la courbe, alors {\displaystyle a_{0}=0}. Si {\displaystyle b_{1}\neq 0}, alors le théorème des fonctions implicites garantit qu'il existe une fonction lisse h telle que la courbe soit de la forme {\displaystyle y=h(x)} près de l'origine. De même, si {\displaystyle b_{0}\neq 0}, alors il existe une fonction lisse k telle que la courbe soit de la forme {\displaystyle x=k(y)} près de l'origine.
Dans les deux cas, il existe une fonction lisse sur {\displaystyle \mathbb {R} } qui définit la courbe au voisinage de l'origine. Remarquons qu'à l'origine,
{\displaystyle b_{0}={\partial f \over \partial x},\,b_{1}={\partial f \over \partial y},}
de sorte que la courbe est non singulière à l'origine si au moins l'une des dérivées partielles de f est non nulle en ce point. Plus généralement, les points singuliers sont les points sur la courbe où les deux dérivées partielles sont nulles :
{\displaystyle f(x,y)={\partial f \over \partial x}={\partial f \over \partial y}=0.}

### Points réguliers
On suppose que la courbe passe par l'origine et on pose {\displaystyle y=mx.} Alors f peut être écrit sous la forme
{\displaystyle f=(b_{0}+mb_{1})x+(c_{0}+2mc_{1}+c_{2}m^{2})x^{2}+\cdots .}
Si {\displaystyle b_{0}+mb_{1}} est non nul alors f = 0 a une solution de multiplicité 1 en x = 0 et l'origine est un point de contact simple avec la droite {\displaystyle y=mx.} Si {\displaystyle b_{0}+mb_{1}=0} alors f = 0 a une solution de multiplicité 2 ou supérieure et la droite {\displaystyle y=mx,} ou {\displaystyle b_{0}x+b_{1}y=0,} est tangente à la courbe. Dans ce cas, si {\displaystyle c_{0}+2mc_{1}+c_{2}m^{2}} est non nul alors la 
courbe à un point de contact double avec {\displaystyle y=mx.} Si le coefficient de x2, {\displaystyle c_{0}+2mc_{1}+c_{2}m^{2},} est nul mais le coefficient de x3 ne l'est pas et donc l'origine est un point d'inflexion de la courbe. Si les coefficients de x2 et x3 sont tous les deux nuls alors l'origine est un point d'ondulation de la courbe. Cette analyse peut se déporter en tout point d'une courbe en translatant le repère pour placer l'origine au pont à étudier.

### Points doubles

Trois limaçons illustrant les types de points doubles. Une fois revenus en coordonnées cartésiennes de la courbe gauche a un acnode à l'origine, qui est un point isolé du plan. La courbe centrale, la cardioïde, a un point de rebroussement à l'origine. La courbe droite a un crunode à l'origine et la courbe se croise elle-même pour former une boucle.

Si b0 et b1 sont tous deux nuls dans le développement ci-dessus, mais au moins un des c0, c1, c2 est non nul alors l'origine est un point double de la courbe. En reprenant {\displaystyle y=mx,} f peut être écrit
{\displaystyle f=(c_{0}+2mc_{1}+c_{2}m^{2})x^{2}+(d_{0}+3md_{1}+3m^{2}d_{2}+d_{3}m^{3})x^{3}+\cdots .}
Les points doubles peut être classés selon les solutions de {\displaystyle c_{0}+2mc_{1}+m^{2}c_{2}=0.}

#### Crunodes
Si {\displaystyle c_{0}+2mc_{1}+m^{2}c_{2}=0} a deux solutions réelles m, soit si {\displaystyle c_{0}c_{2}-c_{1}^{2}<0,} alors l'origine est un crunode. La courbe dans ce cas se croise elle-même à l'origine et a deux tangentes distinctes correspondantes aux deus solutions de {\displaystyle c_{0}+2mc_{1}+m^{2}c_{2}=0.} La courbe a alors un point-selle à l'origine dans ce cas.

#### Acnodes
Si {\displaystyle c_{0}+2mc_{1}+m^{2}c_{2}=0} n'a aucune solution réelle pour m, soit si {\displaystyle c_{0}c_{2}-c_{1}^{2}>0,} alors l'origine est un acnode. Dans le plan réel, l'origine est un point isolé sur la courbe ; cependant, en tant que courbe complexe l'origine n'est pas isolée et a deux tangentes imaginaires correspondantes aux deux racines complexes de {\displaystyle c_{0}+2mc_{1}+m^{2}c_{2}=0.} La fonction f  a un extremum local à l'origine dans ce cs.

#### Point de rebroussement
Si {\displaystyle c_{0}+2mc_{1}+m^{2}c_{2}=0} a une solution simple de multiplicité 2 pour m, soit si {\displaystyle c_{0}c_{2}-c_{1}^{2}=0,} alors l'origine est un point de rebroussement. La courbe dans ce cas change de direction à l'origine, créant une crête. La courbe a une tangente simple à l'origine qui peut être comme deux tangentes qui coïncident.

#### Autres classifications
Le terme de nœud est utilisée pour désigner un crunode ou un acnode, soit un point double qui n'est pas un point de rebroussement. Le nombre de nœuds et le nombre de points de rebroussement sont deux invariants dans la formule de Plücker.
Si une des solutions de {\displaystyle c_{0}+2mc_{1}+m^{2}c_{2}=0} est aussi solution de {\displaystyle d_{0}+3md_{1}+3m^{2}d_{2}+m^{3}d_{3}=0,} alors la branche correspondante de la courbe a un point d'inflexion à l'origine. Dans ce cas, on parle de flecnode. Si les deux tangentes ont cette propriété, alors {\displaystyle c_{0}+2mc_{1}+m^{2}c_{2}} est un facteur de {\displaystyle d_{0}+3md_{1}+3m^{2}d_{2}+m^{3}d_{3},} et l'origine est alors un biflecnode.

### Points multiples

Une courbe avec un point triple à l'origine : x(t) = sin(2t) + cos(t), y(t) = sin(t) + cos(2t)

En général, si tous les termes de degré inférieur à k sont nuls, au moins un des termes de degré k est nul nul dans f, et la courbe a alors un point multiple d'ordre k. En ce point, la courbe aura, en général, k tangentes à l'origine, certaines pouvant être imaginaires

## Courbes paramétriques
Une courbe paramétrique dans {\textstyle \mathbb {R} ^{2}} est définie comme l'image d'une fonction {\textstyle g:\mathbb {R} \to \mathbb {R} ^{2},\,g(t)=(g_{1}(t),g_{2}(t)).} Les points singuliers sont ceux qui vérifient :
{\displaystyle {\frac {\mathrm {d} g_{1}}{\mathrm {d} t}}={\frac {\mathrm {d} g_{2}}{\mathrm {d} t}}=0.}

Un point de rebroussement sur la parabole semi-cubique

De nombreuses courbes peuvent être définies de façons différentes, mais les deux définitions peuvent ne pas concorder. Par exemple, le point de rebroussement peut être défini sur une courbe algébrique, {\textstyle x^{3}-y^{2}=0,} ou sur une courbe paramétrée, {\displaystyle g(t)=(t^{2},t^{3}).} Les deux définitions donnent un point singulier à l'origine. Cependant, un crunode tel que celui de la courbe d'équation {\textstyle y^{2}-x^{3}-x^{2}=0} à l'origine est une singularité de la courbe considérée comme une courbe algébrique, mais si on la paramètre comme {\displaystyle g(t)=(t^{2}-1,t(t^{2}-1)),} alors {\textstyle g'(t)} ne s'annule jamais, et donc le noeud n'est pas une singularité de la courbe paramétrée telle que définie ci-dessus.
Il faut être prudent lors du choix d'un paramétrage. Par exemple, la droite y = 0 peut être paramétrée par {\displaystyle g(t)=(t^{3},0),} qui présente une singularité à l'origine. Lorsqu'elle est paramétrée par {\displaystyle g(t)=(t,0),} elle n'est pas singulière. Il est donc techniquement plus correct de parler ici de « points singuliers d'un paramétrage lisse » plutôt que de point singulier d'une courbe.
Les définitions ci-dessus peuvent être étendues pour couvrir les courbes implicites qui sont définies comme l'ensemble zéro {\displaystyle f^{-1}(0)} d'une fonction lisse, et il n'est pas nécessaire de considérer uniquement les variétés algébriques. Les définitions peuvent être étendues pour couvrir les courbes en dimensions supérieures.
Un théorème de Hassler Whitney, énonce
Théorème — Tout ensemble fermé de {\textstyle \mathbb {R} ^{n}} est l'ensemble solution de {\textstyle f^{-1}(0)} pour une fonction lisse {\displaystyle f:\mathbb {R} ^{n}\to \mathbb {R} .}
Toute courbe paramétrée peut également être définie comme une courbe implicite, et la classification des points singuliers des courbes peut être étudiée comme une classification des points singuliers d'une variété algébrique.